# Njoki
Njoki su raznolike vrste okruglica nalik tjestenini iz talijanske kuhinje. Izrađeni su od malih rolica tijesta, pšeničnog brašna, krumpira, jaja i soli. Osnovni sastojci mogu se zamijeniti alternativama poput slatkog krumpira umjesto krumpira ili rižinog brašna umjesto pšeničnog brašna. Takve se varijacije često smatraju netradicionalnima.